# Idaea skinnerata
Idaea skinnerata là một loài bướm đêm trong họ Geometridae.